# ジョン・バーコール

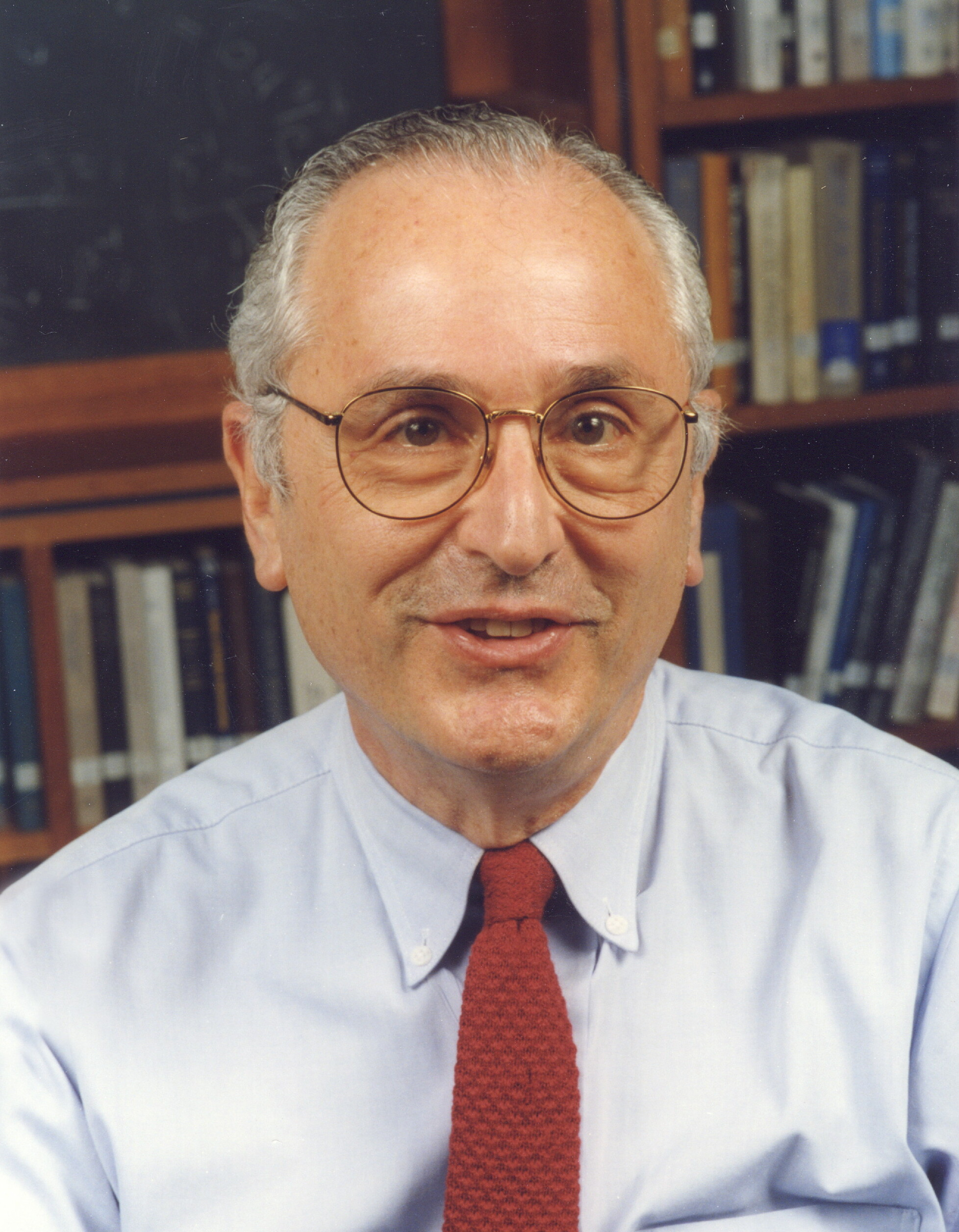
ジョン・バーコール

ジョン・バーコール（John Norris Bahcall, 1934年12月30日 - 2005年8月17日）は、アメリカの宇宙物理学者である。レイモンド・デービスとともに太陽からのニュートリノの測定法を開発した。ハッブル宇宙望遠鏡の開発にも尽力した。
バーコールはルイジアナ州に生れた。カリフォルニア大学バークレー校などで物理学を学び、ハーバード大学で学位を取得した。1962年インディアナ大学助教授、1965年同大学準教授を経て、1971年からプリンストン高等研究所の教授となり、いわゆる太陽ニュートリノ問題などを研究した。1970年代はハッブル宇宙望遠鏡の開発に尽力した。アメリカ天文学会（w:American Astronomical Society）の会長、アメリカ物理学会の会長を務めた。妻はプリンストン大学の天文学者、ネータ・バーコール（Neta Bahcall）である。

## 受賞・叙勲等

### 学術賞賞
- ヘレン・B・ワーナー賞 (1970年)
- ハイネマン賞天体物理学部門 (1994年)
- ハンス・ベーテ賞 (1998年）
- アメリカ国家科学賞 (1998年)
- アメリカ天文学会 ヘンリー・ノリス・ラッセル講師職（1999年）
- ダン・デイヴィッド賞 (2003年)
- イギリス王立天文学会ゴールドメダル（2003年）
- ベンジャミン・フランクリン・メダル（2003年）
- エンリコ・フェルミ賞（2003年）
- コムストック物理学賞（2004年）